# Chevrolet 150
La Chevrolet One-Fifty était la version la plus économique de la gamme des Chevrolet full-size. Véhicule d’accès de gamme particulièrement dépouillé, mais avec une amélioration notable en 1957, il visait principalement le marché des flottes d'entreprise et les administrations et qui remporta grâce à son prix attrayant un franc succès auprès de la jeune clientèle amatrice de hot-rod. Deux générations de 150 se sont succédé. La première de 1953 à 1954 n'était disponible qu'avec des moteurs six cylindres de 3,5 l ou 3,9 l mais avec un choix de carrosseries important puisqu'en plus des berlines deux et quatre portes et du break tôté, elle était disponible en break quatre portes appelé Handyman. L'aspect trop utilitaire fut en partie gommé avec la deuxième génération de 1955 à 1957 et l'arrivée des moteurs V8 Small Block en option (4,3 l puis 4,6 l à injection en 1957) ainsi que la possibilité pour la clientèle de choisir une version coupé deux portes (two-door Club Coupe).

## Histoire
La One-Fifty a été principalement conçu comme un modèle de flotte et peu d'efforts ont été consacrés à sa commercialisation auprès de l'acheteur moyen de voiture à l'époque, même si les ventes n'étaient pas limitées aux flottes. Elle était la plus populaire auprès de la police, des agences étatiques, des petites entreprises, des consommateurs soucieux de l'économie et des hot rodders. Chevrolet a toujours vendu beaucoup moins de One-Fiftie que de Two-Ten ou de Chevrolet Bel Air.
Fidèle à la vision de Chevrolet, la 150 était un moyen de transport sans fioritures mais reprenant l'aspect général des voitures GM plus luxueuses. Elle avait des options limitées, une garniture rigide, des couleurs unies, un rembourrage robuste et un sol caoutchouté. De petites choses comme des cendriers, des briquets, le second pare-soleil et même des miroirs étaient des options de coût supplémentaires. Comparé aux modèles Two-Ten de niveau intermédiaire ou Bel Air haut de gamme, la One-Fifty était austère et fade.
Les choix de style de carrosserie étaient également limités aux berlines, aux breaks Handyman (quatre portes en 1953-1954, deux portes en 1955-1957) et (en 1953) au coupé Club. Les seuls styles de carrosserie spécifiques à la One-Fifty étaient résolument à vocation commerciale :
- berline de livraison : un break tôlé à 2 portes avec espace de chargement à l'arrière.
- la berline d'affaires : une berline à 2 portes avec des fenêtres arrière fixes et sans siège arrière. En 1953, elle était encore appelé coupé d'affaires et était basé sur la carrosserie des coupés avec un coffre plus long.

Les choix de groupe motopropulseur étaient limités aux transmissions manuelles et aux moteurs à faible puissance jusqu'en 1954. En 1957, une version complète prête pour la course était également disponible, communément appelée "Black Widow" pour sa livrée noir et blanc. Elle était équipé de freins robustes sur les 4 roues, de roues à 6 ergots et d'amortisseurs doubles.

## Valeur de collection
En général, les One-Fiftie ont moins de valeur que les modèles frères Two-Ten et Bel Air sur le marché des collectionneurs, mais les rares breaks tôlés ou berlines utilitaires peuvent valoir des prix premium, en particulier le modèle de 1957 lorsqu'il est équipé d'un moteur à injection de carburant. Les One-Fiftie V8 sont populaires auprès des amateurs de hot rod, en raison du poids à vide et des prix plus bas. Comme de nombreux modèles One-Fifty ont été utilisés dans les forces de l'ordre, ce modèle sert souvent de base à la modification des derniers jours en une voiture de police des années 1950.

## Première génération (1953-1954)
C'était la première année pour les One-Fifty et Two-Ten. Les deux années modèle étaient proches malgré un important renouvellement (moteurs, variantes de carrosseries) en 1954. Le coupé commercial (à habitacle court) a été renommé Utility Sedan en 1954 (sur base de la deux portes) et le coupé club disparaît entièrement. Tous les modèles 1953 se distinguaient également des 210 et Bel Air par leur lunette arrière plus petite ; l'année suivante élimine ces vitrages spécifiques à l'arrière pour des raisons d'harmonisation.
La 150 est sortie uniquement avec le moteur de base en 1953. La 150 est sortie avec un bouton de klaxon, plutôt que le klaxon haut de gamme de la 210 et de la Bel Air.

### Groupes motopropulseurs
Trois moteurs ont été utilisés dans les années modèles 1953-1954, bien que tous n'étaient pas disponibles en même temps. Toutes les One-Fiftie de 1953 utilisaient une transmission manuelle Synchromesh à 3 vitesses. À partir de 1954, la transmission automatique Powerglide était disponible sur cette série.
- «Thrift-master» I6 235 de 93 ch (69 kW) (berline de 1953 seulement)
- «Thrift-King» I6 235 de 108 ch[2] (81 kW) (équipement standard en 1953)
- «Blue Flame» I6 235 de 115 ch (86 kW). (équipement standard en 1954)
- "Blue Flame" I6 235,5 de 125 ch (93 kW) (équipement de 1954 en option)

### Production
Les Chevrolet ont toujours tenu la troisième place, loin derrière les Bel Air et 210. En 1953, les 125 473 exemplaires produits représentaient 7% des ventes totales d'automobiles Chevrolet en Amérique. L'année suivante, les 150 revues et remotorisées parviendront à atteindre 129 458 véhicules (soit 11% du total). La berline 2 portes était le modèle le plus vendu - en 1954, une «One-Fifty» sur deux était de cette version - à l'inverse, les coupés club (6 693 exemplaires), les berlines utilitaires (10 770) et les coupés utilitaires (13 555) sont les plus rares d'autant qu'ils n'ont eu qu'une année de production en raison de la rationalisation des carrosseries en 1954.
Les breaks tôlés sont parfois comptabilisés à part comme utilitaires, totalisant 15 523 véhicules en 1953 et seulement 8 255 l'année d'après.

Chevrolet « One-Fifty » 1953-1954
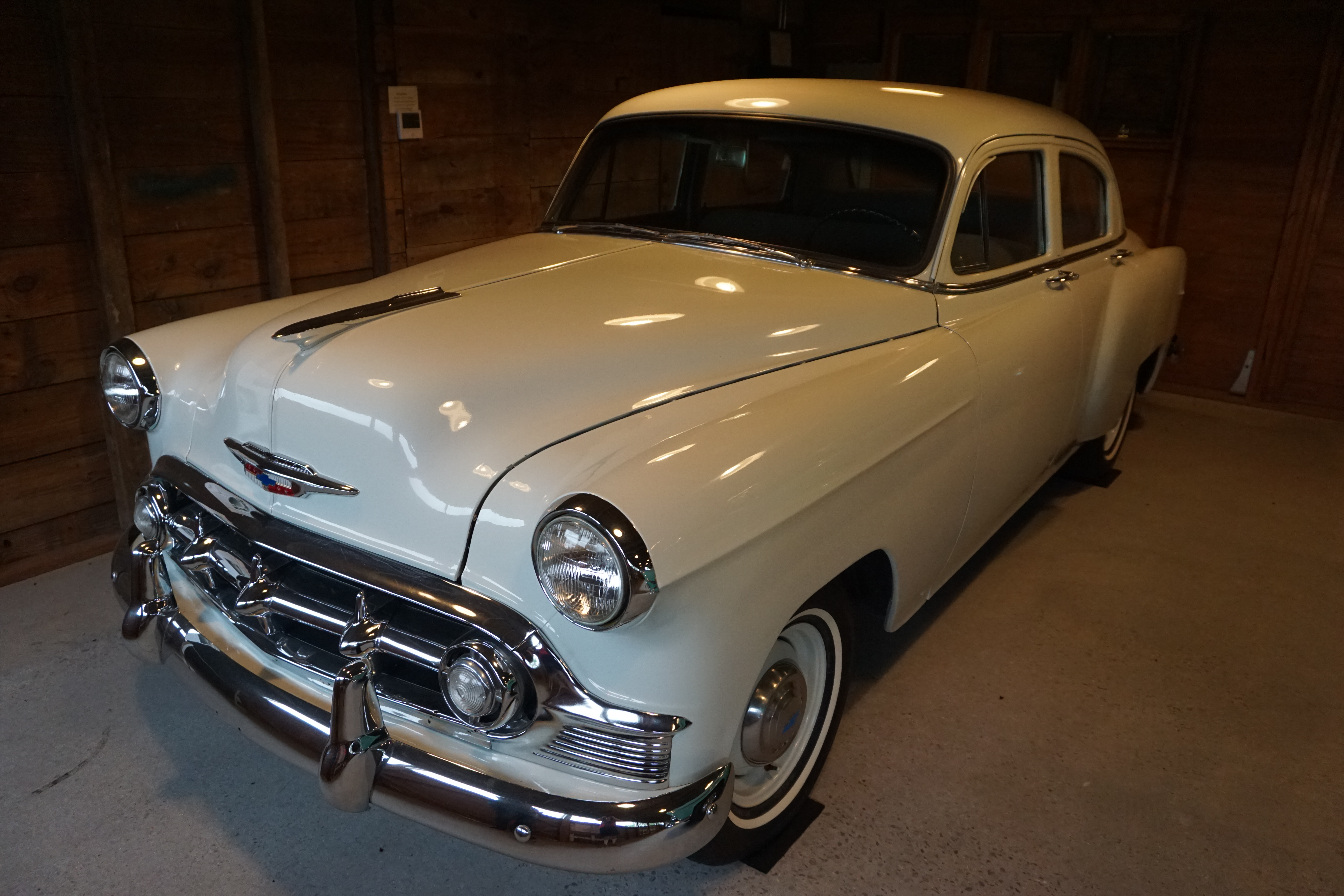
Berline "one-fifty" de 1953.
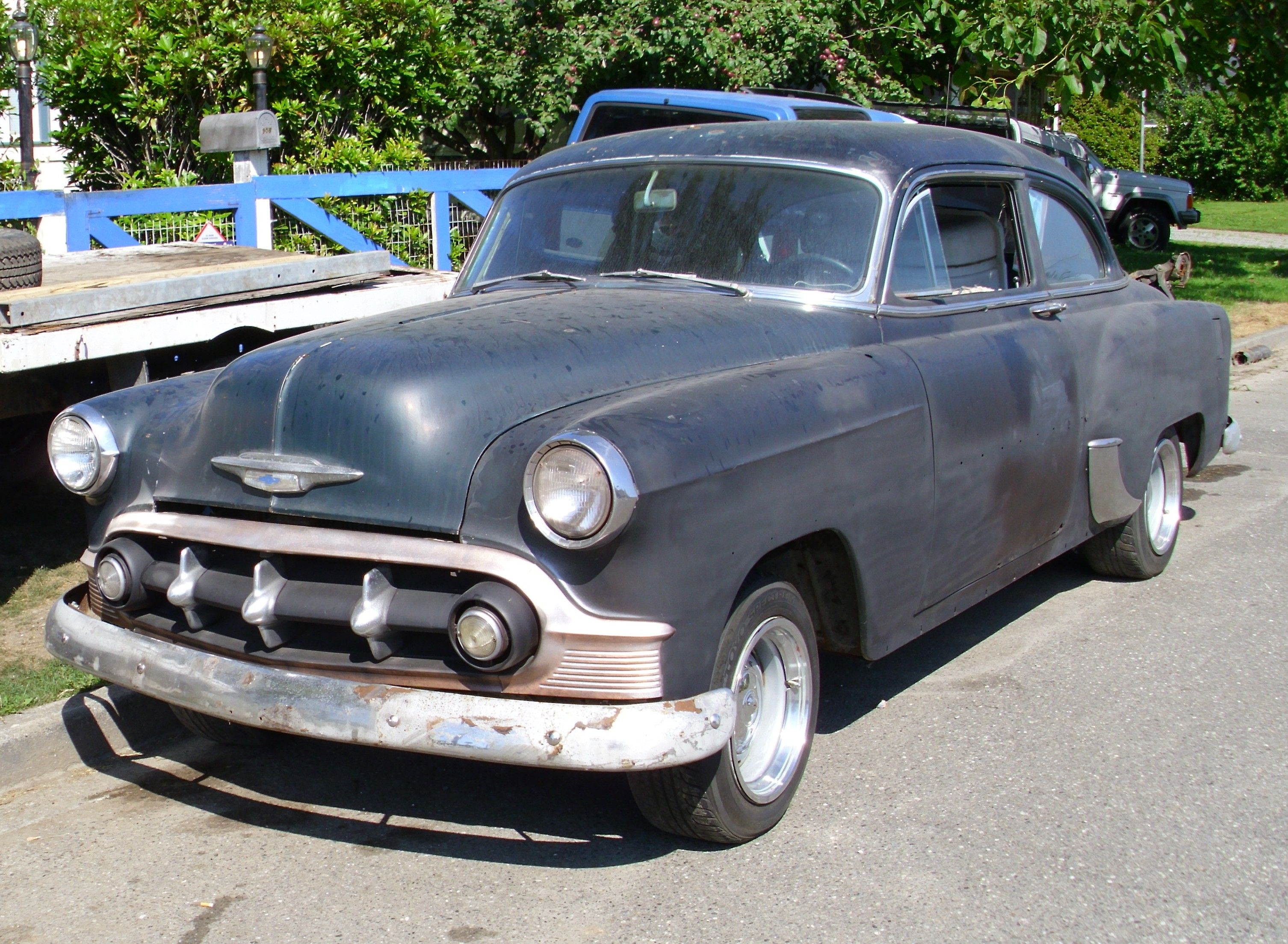
Deux portes.
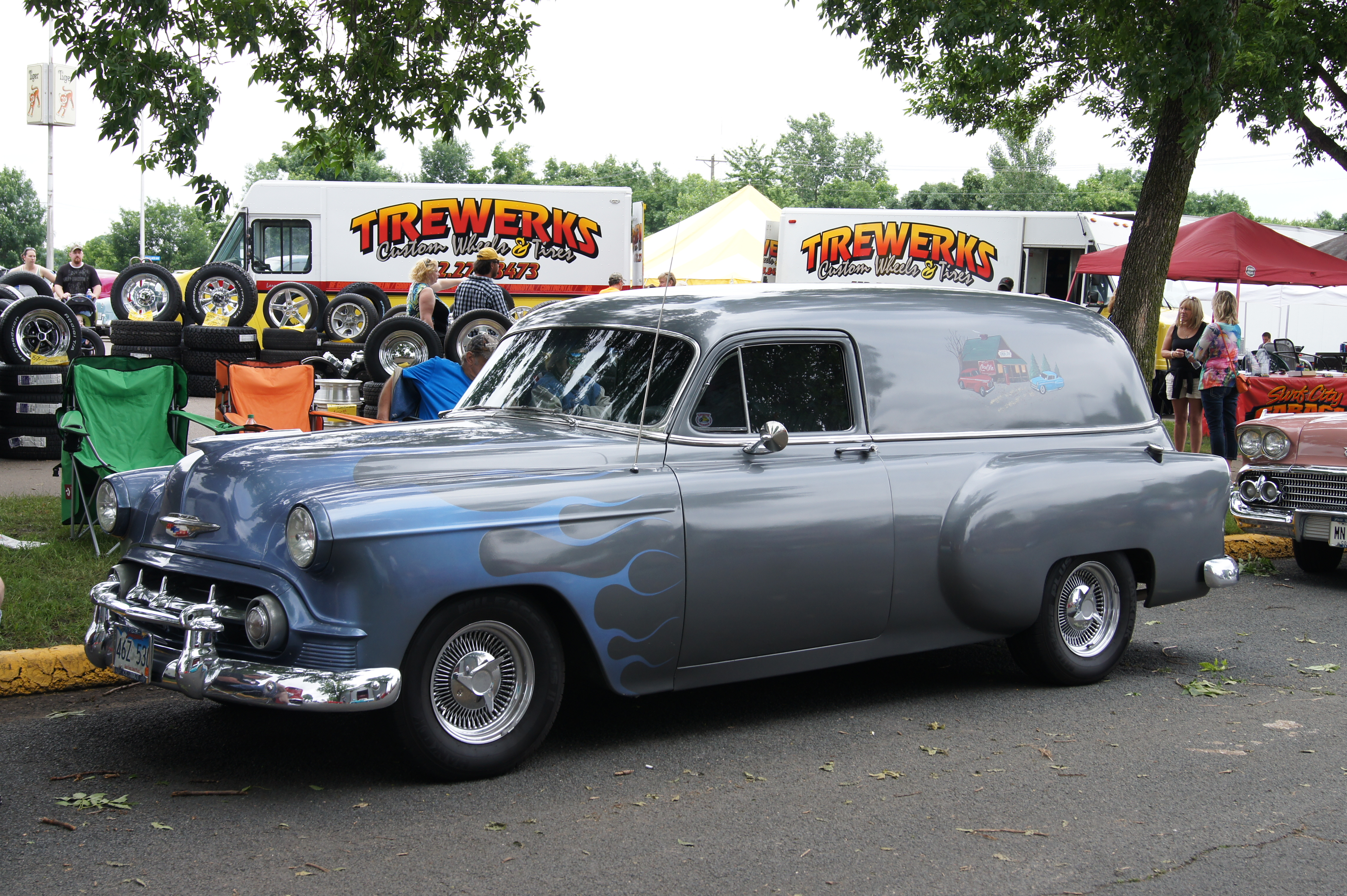
Fourgonnette 1953.
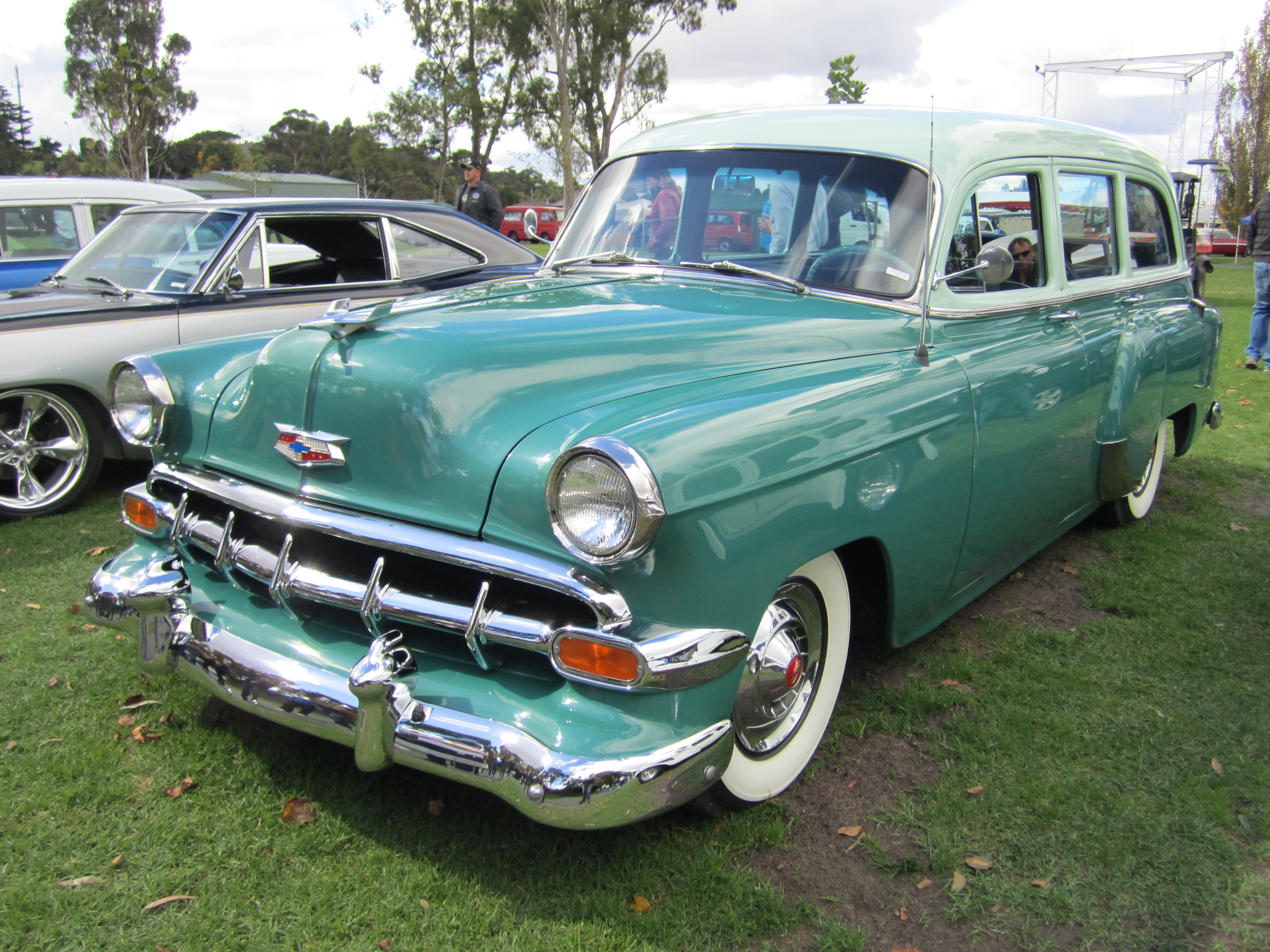
Break Handyman 1954.
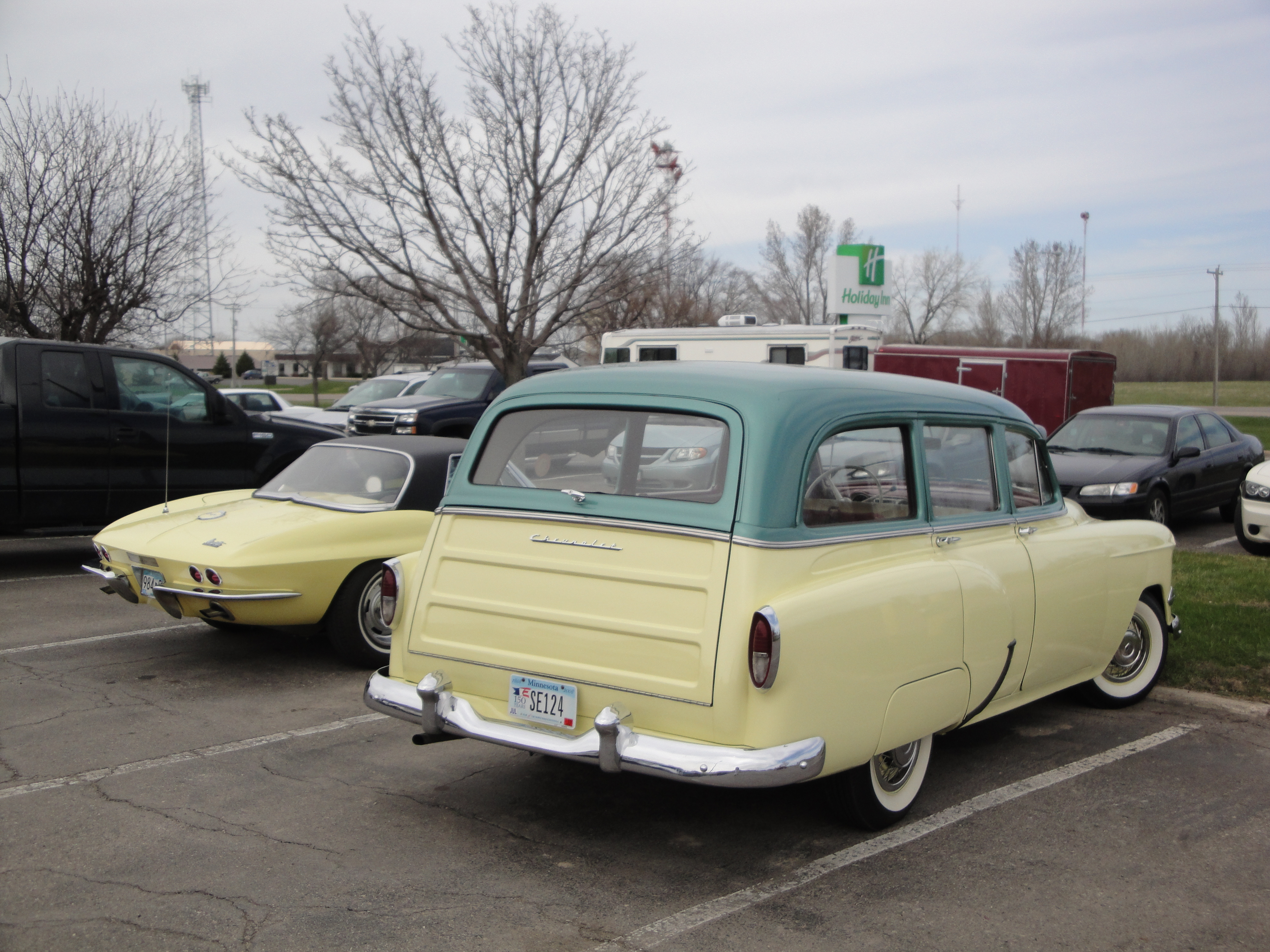
Arrière.

## Deuxième génération (1955-1957)
L'année modèle 1955 a marqué l'introduction d'un nouveau châssis, la toute nouvelle carrosserie unitaire à flancs lisses et pare-brise panoramique et les débuts du nouveau V8 « small block », premier 8 cylindres de Chevrolet depuis 1918. Le design de cette année-modèle est particulièrement épuré avec une simple grille rectangulaire et de petites ailes pointues, renforcé par l'absence de garnitures en acier inoxydable sur les flancs de la One-Fifty. Même sur cette version, le client était libre de choisir n'importe quelle option de groupe motopropulseur disponible. Cette année, la Business Sedan a été renommée Utility Sedan. Plus haut en gamme, on retrouve toujours les 210 et Bel Air.

### Moteurs
- « Blue Flame » I6 235 de 123 ch (92 kW) (transmission manuelle)
- « Blue Flame » I6 235 de 136 ch (101 kW) (transmission automatique)
- « Turbo-Fire » V8 OHV 265 de 162 ch (121 kW) ou 180 ch (134 kW) (en option)

### Transmissions
- Manuelle Synchromesh à 3 vitesses
- Manuelle Synchromesh à 3 vitesses avec unité de surmultiplication
- Automatique Powerglide à 2 vitesses.

### 1956
Après avoir enregistré un net succès l'année précédente, Chevrolet change de formule pour l'aspect extérieur, plus frivole et coloré, avec une large calandre chromée. Les flancs de la 150 s'ornent d'un jonc chromé qui n'est pas sans rappeler celui des 210 et Bel Air de 1955.
Les choix de moteurs sont restés les mêmes, à l'exception des puissances nominales plus élevées. Le V8 265 était disponible en trois versions différentes. L'I6 avait une nouvelle construction unifiée quel que soit le type de transmission.

#### Moteurs
- « Blue Flame » I6 235 de 140 ch (104 kW).
- « Turbo-Fire » V8 OHV 265 de 170 ch (127 kW).
- « Turbo-Fire » V8 OHV 265 avec carburateur à quatre cylindres de 210 ch (157 kW)
- « Turbo-Fire » V8 OHV 265 avec carburateurs à double quadruple cylindre de 225 ch (168 kW)

#### Transmissions
- Manuelle Synchromesh à 3 vitesses
- Manuelle Synchromesh à 3 vitesses avec unité de surmultiplication
- Automatique Powerglide à 2 vitesses

### 1957
L'aspect extérieur est à nouveau fortement restylé avec une large calandre débordante intégrée au pare-chocs massif, des ailerons plus saillants et de multiples ornements réservés aux gammes supérieures. Malgré cette modernisation, Chevrolet perd cette année-là sa place de leader au profit des nouvelles Ford de 1957 aux dimensions plus généreuses.
Nouveau en 1957, le V8 de 283 pouces cubes à petit bloc. La version à injection de carburant était théoriquement également disponible pour l'acheteur de 150. La 150 de 1957 avait une garniture latérale similaire à la garniture de la Bel Air de 1955. 56 266 Chevrolet 150 berlines à quatre portes de '57 ont été fabriquées, contre environ 75 000 versions à 2 portes.

#### Moteurs
- « Blue Flame » I6 235 de 140 ch (104 kW).
- « Turbo-Fire » V8 OHV 265 de 162 ch (121 kW).
- « Super Turbo-Fire » V8 OHV 283 de 185 ch (138 kW).
- « Super Turbo-Fire » V8 OHV 283 avec carburateur à 4 cylindres de 220 ch (164 kW)
- « Super Turbo-Fire » V8 OHV 283 avec double carburateur à 4 cylindres de 270 ch (201 kW)
- « Super Turbo-Fire » V8 OHV 283 avec injection de carburant Rochester Ram-Jet de 283 ch (211 kW)

#### Transmissions
- Manuelle Synchromesh à 3 vitesses
- Manuelle Synchromesh à 3 vitesses avec unité de surmultiplication
- Automatique Powerglide à 2 vitesses
- Automatique Turboglide à vitesse variable

### Production
Le total des Chevrolet 150 de seconde génération est de 134 257 en 1955, 164 735 en 1956 et 153 353 en 1957. Les mêmes versions sont proposées durant ces trois années : berline deux et quatre portes, break deux portes, break tôlé et berline utilitaire (2 portes).

Chevrolet « One-Fifty » 1955-1957
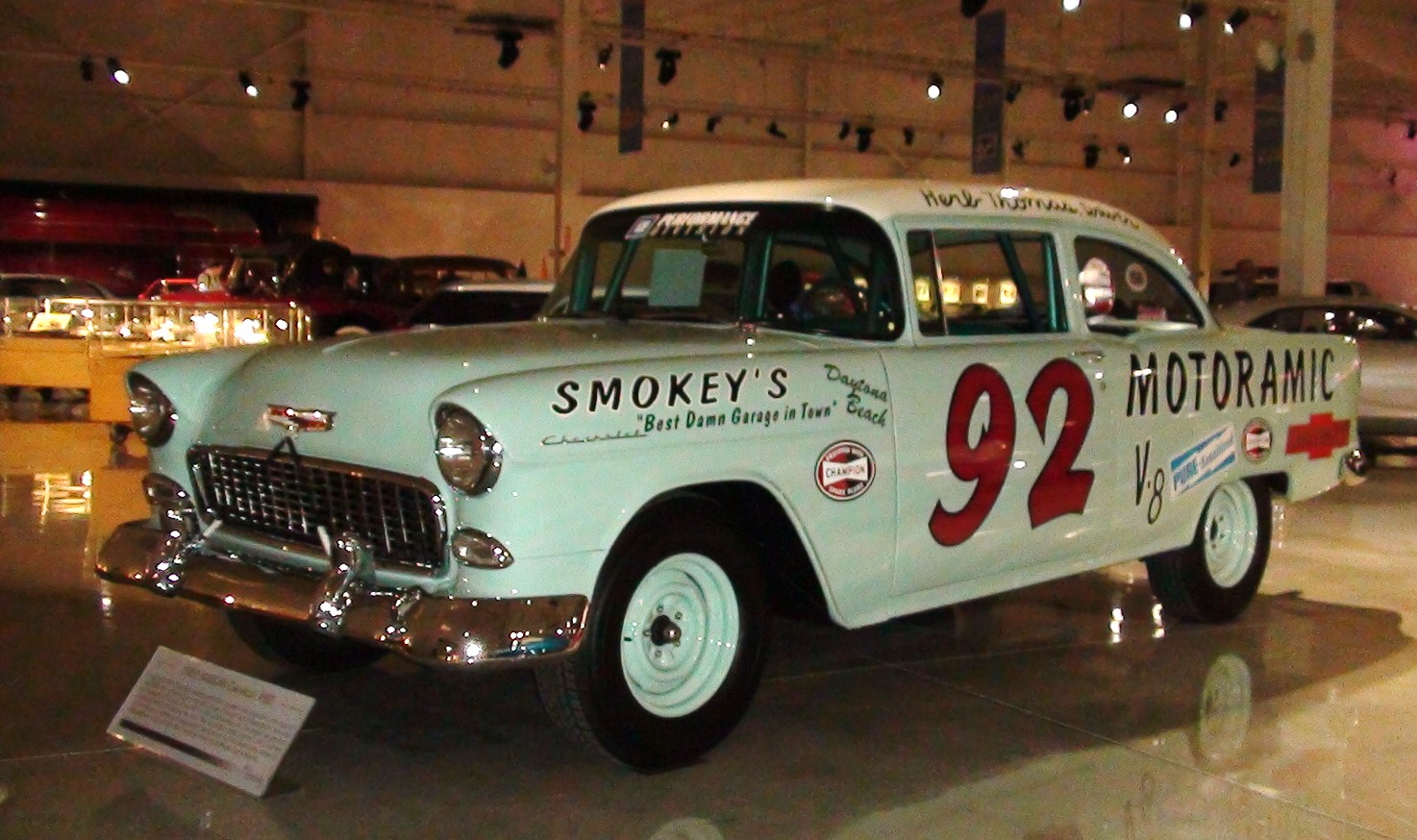
Deux portes 1955 modifiée pour la course.
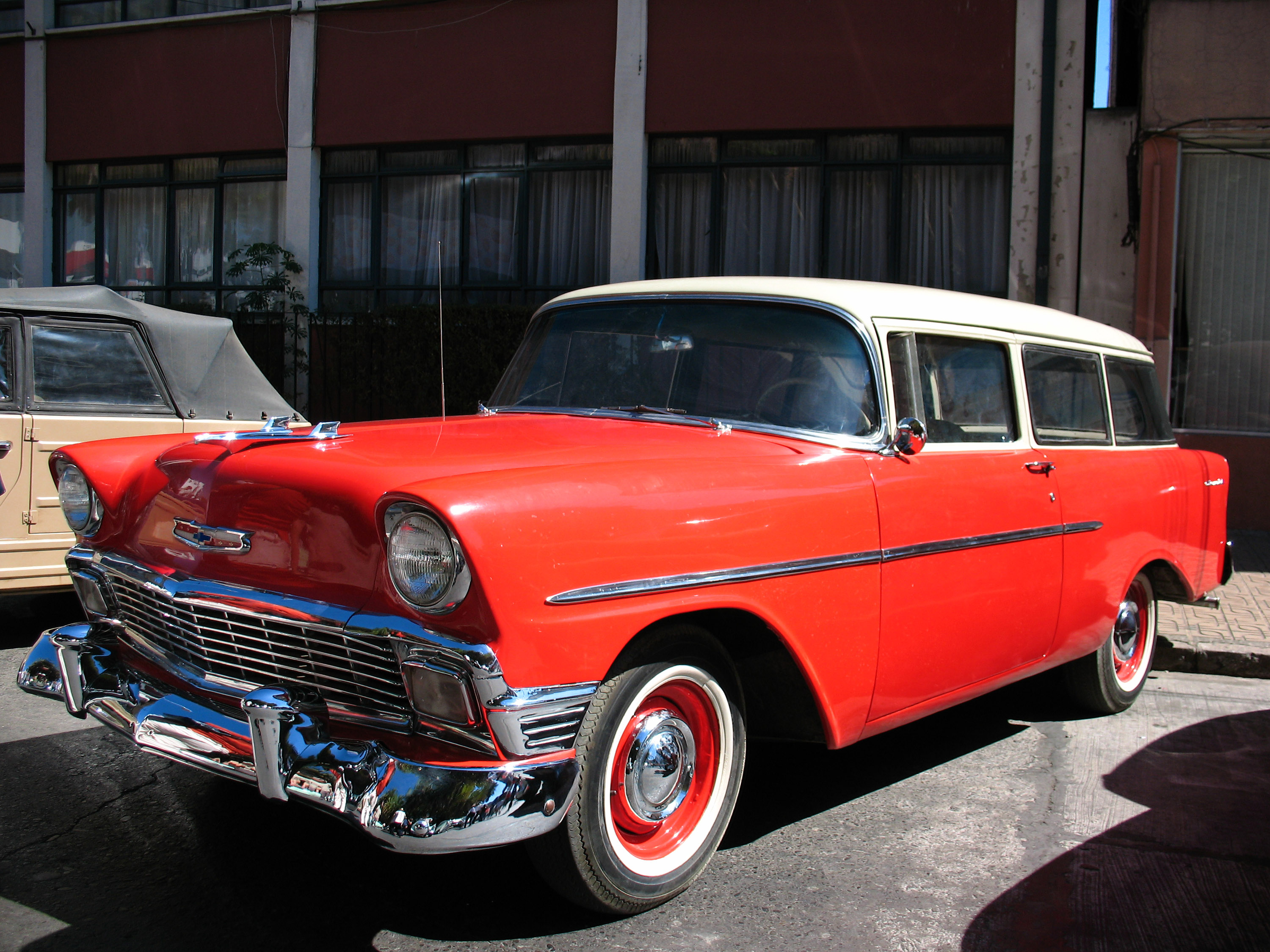
Break Handyman 1956.
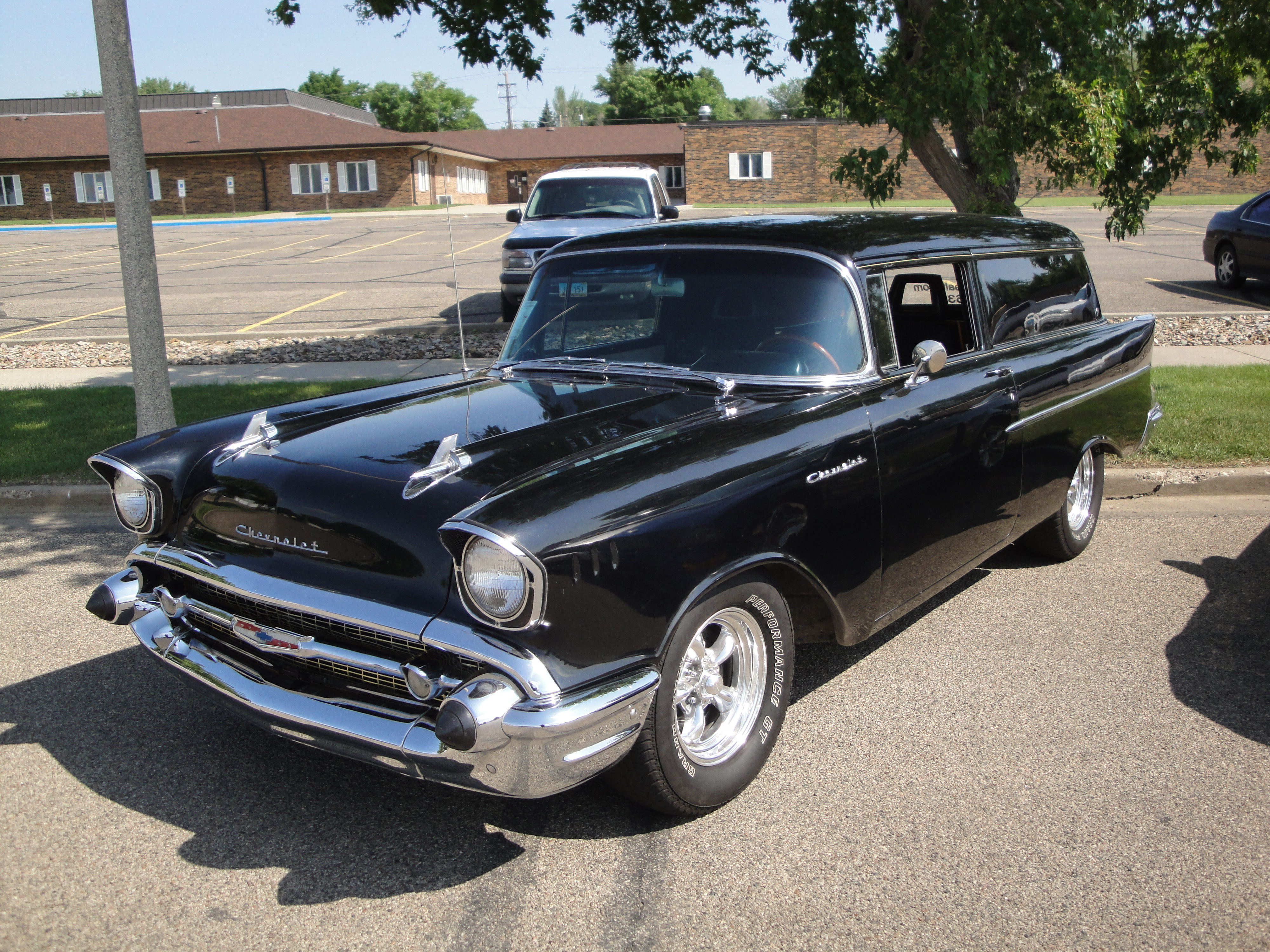
Fourgonnette 1957.
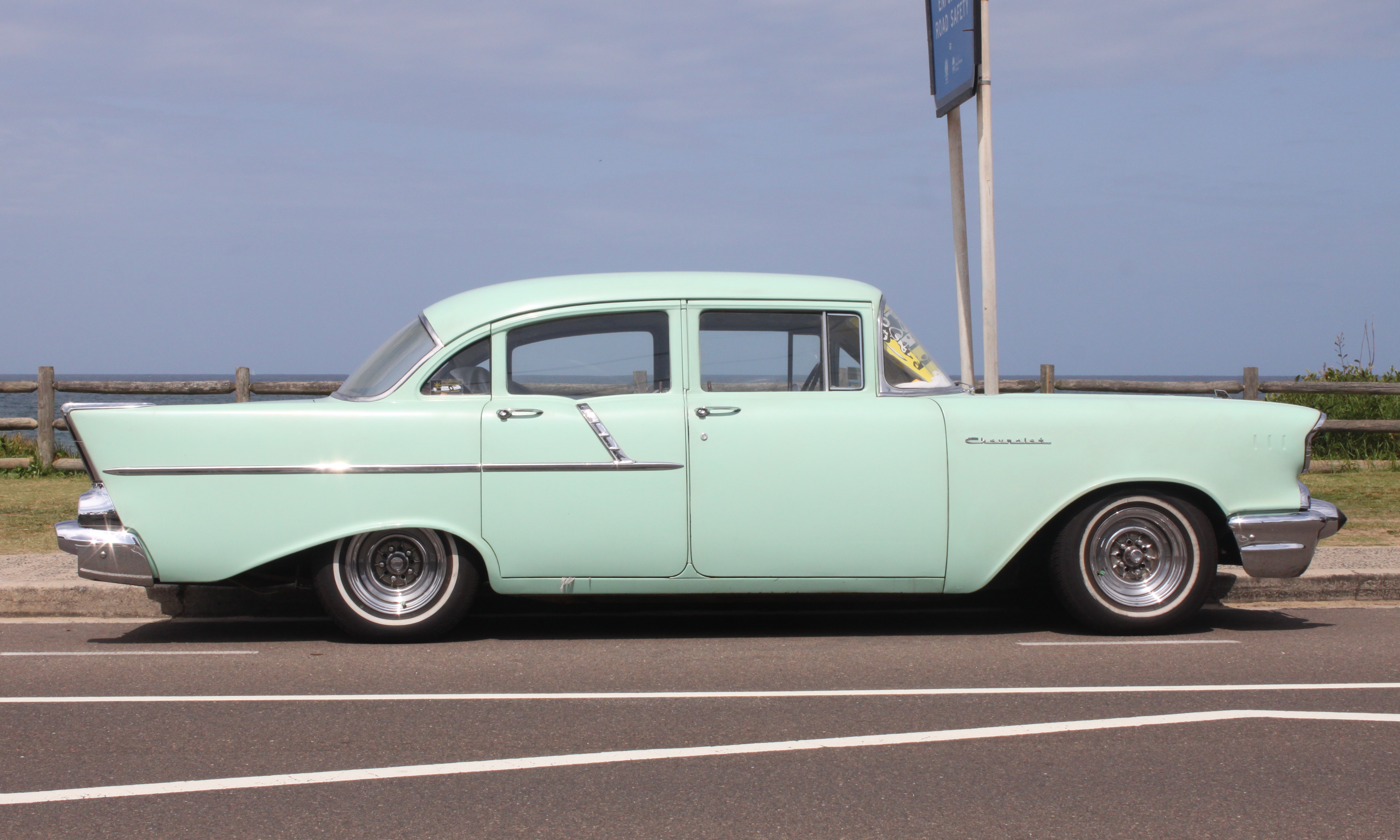
Berline quatre portes 1957.
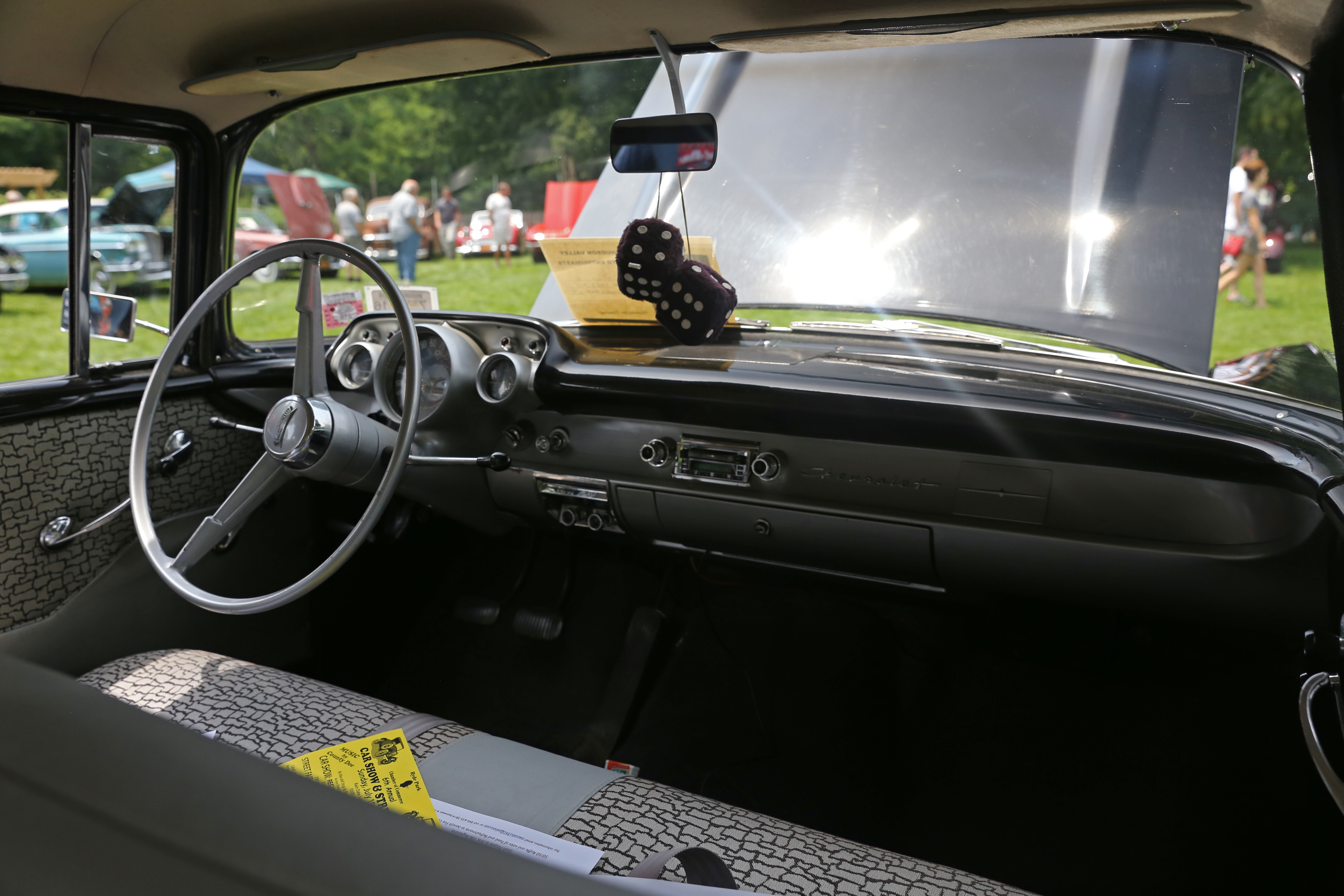
Tableau de bord dépouillé.